# Wayne Wonder

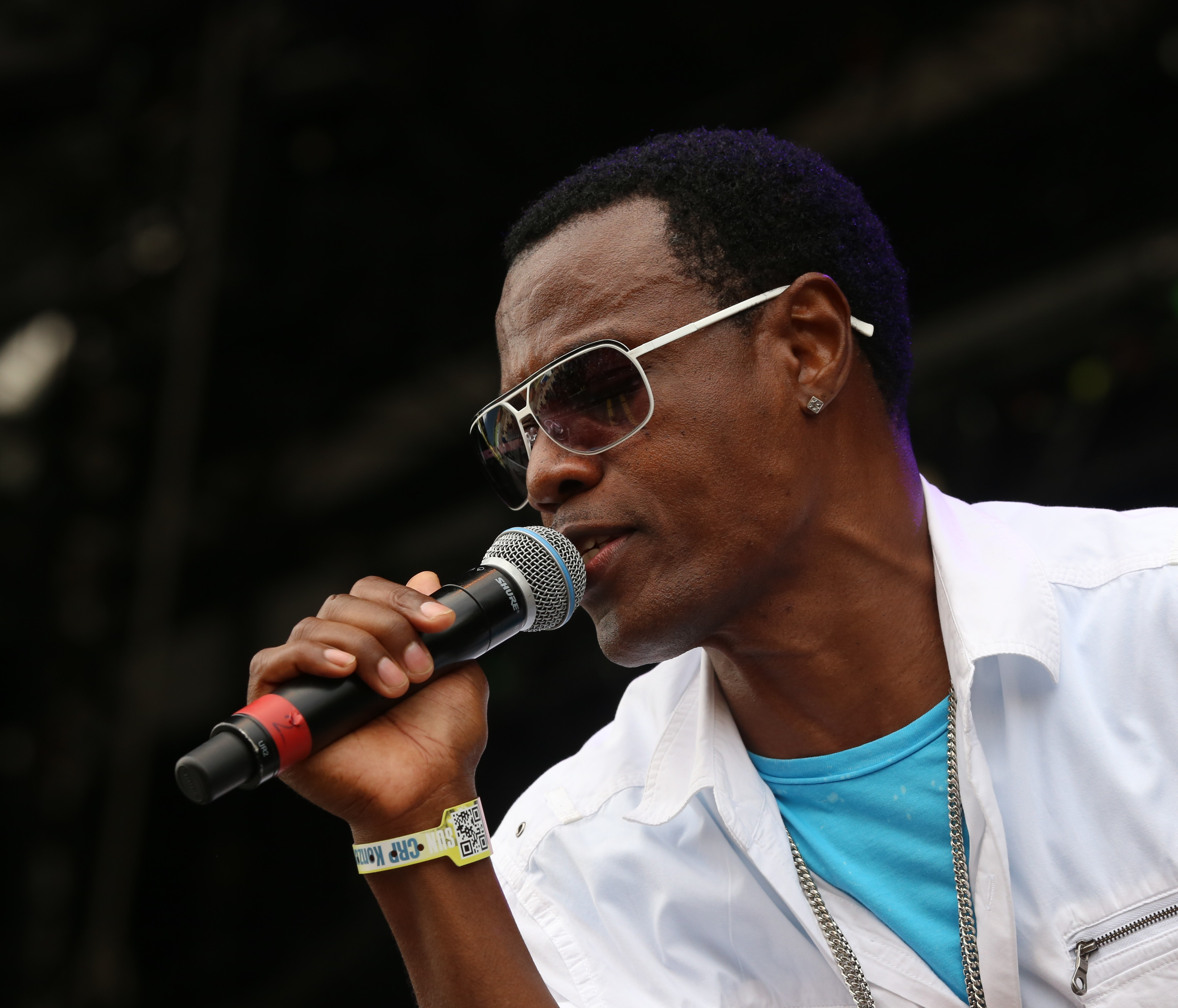
Wayne Wonder auf dem Chiemsee Reggae Summer (2013)

Wayne Wonder (* 26. Juli 1972 in Buff Bay, Jamaika; eigentlich Von Wayne Charles) ist ein jamaikanischer Reggae- und Dancehall-Singjay.

## Privat
Charles wurde 1972 in der Stadt Buff Bay in Portland Parish, Jamaika geboren. Seine Mutter war eine örtlich bekannte Chorsängerin der Galilee Gospel Church und auch er selber begann schon im Kindesalter im Kirchenchor der Sonntagskirche zu singen. Schon früh zog er mit seiner Familie in den östlichen Teil von Kingston, Jamaika. Zuerst wohnte er im Stadtviertel Dunkirk, später auch im Viertel Rae Town und der Stadt Franklin Town im Parish Kingston. Seine ersten eigenen Songs schrieb er im Alter von 13 Jahren. Den Namen Wayne Wonder bekam er von seinen Freunden, da sie sich „wunderten“, was in seinem Kopf vorging. Er war von Kind an ein großes Gesangstalent. Charles war bekannt dafür, dass er überall seine Songs vortrug und es schaffte das Publikum zu verzaubern.
Charles ist seit 2002 verheiratet und hat eine Tochter (geb. 1991) und einen Sohn (geb. 2006). Er lebt mit seiner Familie seit 2004 in Fort Lauderdale in Florida, USA. Er besitzt ein eigenes Studio in New York.

## Karriere

### 1980er
Seine Karriere begann im Metro Media in Allman Town, Jamaika, wo jeden Mittwoch ein Singwettbewerb stattfand, an dem er regelmäßig teilnahm. Dort wurde er von Sly Dunbar entdeckt und gefördert. Eine Vertragsunterzeichnung bei dem Label Sonic Records scheiterte jedoch, da er eine Begleitung des Roots-Künstlers Black Uhuru auf seiner Tour vorzog. Der Wendepunkt in seiner Karriere begann, als er den bekannten Produzenten und Labelbesitzer King Tubby kennenlernte. 1985 erschien unter dessen Produktion die erste Single von Wayne Wonder mit dem Namen „Long and Lasting Love“. Neben etlichen Original-Titeln singt Wayne unter Tubbys Regie mehrere Coverversionen populärer Songs, darunter Rick Astleys „Never Gonna Give You Up“, ein. 1987 Erscheint das erste Album mit dem Namen „Wayne Wonder“ auf Vinyl und Cassette. 1989 entsteht der Song „Its Over Now“. Dieser wurde sein erster großer Hit der in ganz Jamaika populär war und von dem viele Coverversionen entstanden. Die Praxis des Coverns war zu dieser Zeit populär auf Jamaika und Wayne Wonder sprach sich dagegen aus: „Anfangs hat mich das ungeheuer frustriert. Du bringst deine eigenen Songs ins Studio, und dort wollen sie sie sich noch nicht einmal anhören. Sie verwenden keinerlei Zeit auf deine Kreativität oder darauf, was du zu erschaffen versuchst!“.

### 1990er
In den frühen 1990er Jahren traf Wonder seinen alten Schulfreund Dave Kelly der ein erfolgreicher Produzent bei dem Label Penthouse records war. Zu der Zeit einer der bekanntesten labels für dancehallmusik. Zusammen veröffentlichten sie eine reihe von Hits darunter Songs wie „Searching Dem Searching“, „The Saddest day of my life“, „Sweet and Sour“, „Bashment Girl“, „Rainbow“, und „Glamour Girl“. Auch die ungeliebten Cover-Songs bleiben nicht aus. Wayne Wonder interpretiert unter anderem Tracy Chapmans „Fast Car“, „Die Without You“ von PM Dawn und En Vogues „Hold On“. Der Song der Wayne Wonder 1991 zu größerer Bekanntheit verhilft, stammt ebenfalls nicht von ihm selbst: „Movie Star“ basiert auf dem Hit „I Don’t Know Why“ von Delroy Wilson. Im selben Jahr erscheint sein zweites Album mit dem Namen „Part 2“. Wayne Wonder spielt eine große Rolle bei der Entstehung der ersten Erfolge des Deejays Buju Banton. Er schrieb dessen frühen Erfolgshits „Murderer“, „Boom By By“ und „Deportee“. 1992 nimmt er mit Banton das Duett „Bonafide Love“ auf das ein weltbekannter Hit wurde. Der Song erschien mit dem Stück „Movie Star“ zusammen auf dem Label Penthouse Records. Zusammen gingen die beiden auf Tour durch die USA und Europa. Nachdem Banton bei dem US-Label Mercury Records unterschreibt arbeitet Wonder erneut mit Dave Kelly zusammen der inzwischen Inhaber der Labels Madhouse und Xtra Large. In Zusammenarbeit entstehen in den Neunzigern zahlreiche Hits unter anderem. „Joyride“, „Keep Them Coming“ und „Bashment Gal“ die vorzugsweise auf dem Label Madhouse erschienen. Zusammen gründen sie auch die Band Alias, in der alle Bandmitglieder unter Pseudonymen auftreten. Wayne Wonder legt sich den Namen Surprize zu. Unter seinem eigenen Namen will er von da an nur noch eigene Lieder Singen: „Wie soll ich stolz auf meine Leistung sein, wenn ich auf der Bühne stehe und Songs anderer Künstler singe?“. In einem zweiten Bandprojekt mit dem Namen Entourage betätigt er sich neben seinen Aufgaben als Sänger und Songwriter erstmals auch als Live-Instrumentalist. 1999 erschien nach acht Jahren sein drittes Album mit dem Namen „Collectors Series“.

### 2000 bis heute
Im Jahr 2000 gründete Wayne Wonder mit Singso Records sein eigenes Plattenlabel, auf dem er selbst aber keine Songs herausbringt. Jedoch ist er bei den meisten Veröffentlichungen als Produzent tätig. 2001 remixt er für die Rapperin Foxy Brown seinen alten Song The Saddest Day zu einer neuen Version. Diese erschien auf ihren Album Broken Silence. Ein Jahr später erscheint der Song No Letting Go auf dem populären Diwali Riddim, der ihn weltbekannt macht. Der Song erreichte Platz 11 der US Billboard Charts. Nach diesem Erfolg schloss Wayne Wonder ein Vertrag mit Atlantic Records ab. Dort erschienen 2003 auch seine beiden Alben No Holding Back und You Me And She, mit vielen bekannten Musikern wie beispielsweise Elephant Man zur Unterstützung. Das Album No Holding Back bekam eine Grammy-Nominierung zum besten Reggae-Album des Jahres und andere Preise, trotz zuvor schlechter Kritik. Zwischen 2004 und 2005 bestritt Wayne Wonder zusammen mit seiner Combo Entourage. 2007 erschien sein vorerst letztes Album Foreva mit dessen ein Jahr zuvor erschienenen Hit-Single I Still Believe.

## Diskografie

### Alben
| - 1987 – Wayne Wonder – VP Records - 1991 – Wayne Wonder & Sanchez – Penthouse Records - 1991 – Wayne Wonder & Sanchez Part 2 – Penthouse Records - 1999 – Collectors Series – Penthouse Records - 2000 – Da Vibe – Artist Only! Records - 2001 – Schizophrenic – Artists Only! Records - 2003 – No Holding Back – Atlantic Records - 2003 – You Me And She – Atlantic Records - 2004 – Grey Skies To Blue – Rhythm Club Records - 2005 – Inna Bashment Style: The Roots Of An Urban Warrior – Trojan - 2006 – Don’t Have To – VP Records - 2006 – Original Bombshell – VP Records - 2006 – Reggae Chronicles – Hallmark Recordings - 2007 – Foreva – VP Records - 2009 – Black Label Reggae Vol. 28: Wayne Wonder – Xelon Entertainment |

### Singles
| - 1985 – Long and Lasting Love – Watherhouse - 1985 – Never Gonna Give You Up – Watherhouse - 1985 – I Need Someone – Taurus - 1986 – Suspicious Mind – Firehouse - 1986 – Never Gonna Give You Up – Watherhouse - 1986 – Ethernal Flame – Taurus - 1987 – That Night – Watherhouse - 1987 – Fast Car – Serious Business - 1988 – New Way To Say I Love You – Jet Star Records - 1988 – You, Me And She – Jet Star Records - 1989 – Its Over Now – Watherhouse - 1989 – My Sound Rule – VP Records - 1989 – It’s Got To Be A Miracle – Pickout - 1990 – Wayne Wonder Will Wait For You – Fashion Records - 1990 – I’ll Be Loving You – Penthouse Records - 1990 – Ebony Eyes – Digital B - 1990 – Never Get To Heaven – White Label - 1991 – Hold On – Penthouse Records - 1991 – If You Were Here – White Label - 1991 – All This Time – Penthouse Records - 1991 – Only Human – Penthouse Records - 1991 – Time To Say Goodbye – Digital B - 1991 – Your Love – Penthouse Records - 1992 – Groove My Mind – Shang Records - 1992 – Karma Chameleon – Madhouse - 1992 – Let’s Be Friends – Shocking Vibes - 1992 – Nothing Compares To You – Penthouse Records - 1992 – Missing You – Penthouse Records - 1992 – Movie Star – Penthouse Records - 1992 – Wait A While – Blue Mountain Records - 1993 – Slow Dance – Greensleeves Records - 1993 – Someone To Hold – John John Records - 1993 – Don’t Have To – Penthouse Records - 1993 – Missing You So Much – Penthouse Records - 2003 – Saddest Day Of My Life – Penthouse - 1993 – Only You – Stone Love - 1994 – Menace – John John Records - 1994 – A Little Understanding – Digital B - 1994 – Face It – Digital B - 1994 – Someone To Hold – John John Records - 1994 – Whay Did You – Penthouse Records - 1994 – You Are The Reason – Penthouse Records - 1995 – Rumours – Penthouse Records - 1995 – Emptiness – Penthouse Records - 1995 – Is It A Test – Cell Block 321 - 1995 – Mama – Stone Love - 1995 – Nuttn Nah Gwaan – Cell Block 321 - 1995 – Taking Control – Rookie - 1996 – The Best – Xtra Large Productions - 1996 – Glamour Girl – Xtra Large Productions - 1996 – Bashment Girl – Warner Music Sweden | - 1996 – Baby – John John Records - 1996 – One Drop Of Rain – Vibes House - 1996 – Sweet And Sour – Madhouse - 1996 – Joyride – Madhouse - 1996 – Dream Land – Xtra Large Productions - 1997 – Cannabis Vibes – Penthouse - 1997 – Cartoon – Xtra Large Productions - 1997 – Rae Rae – Xtra Large Productions - 1997 – Rainbow – Xtra Large Productions - 1997 – Searching Dem Searching – Xtra Large Productions - 1998 – Let Your Conscience Set You Free – Xtra Large Productions - 1998 – Informers – Xtra Large Productions - 1998 – No Run Around – Stone Love - 1998 – Watching You – K..Licious Music - 1998 – Rainbow – Xtra Large Productions - 1998 – Are You Ready To Ride – Madhouse - 1998 – Warm Jamaican X-Mas – White Label - 1999 – How Do You Feel – White Label - 1999 – Keep Them Coming – Madhouse - 1999 – Serius – Awful Music - 2000 – Tragedey – Reggae Vibes - 2000 – Good Enough – Penthouse - 2000 – She Look – White Label - 2000 – Victim – Fat Eyes - 2001 – Me & Sandy – Win-Glen Records - 2001 – Ladies Surround Me – Gold Pot - 2001 – Lovin’ Spree – 2 Hard - 2001 – Oh Baby – Mo Music - 2001 – Sex On The Beach – White Label - 2001 – She Look – Natural Bridge - 2001 – What – Jammys - 2001 – When Tables Turn – Fight Back - 2001 – You – In Time Music - 2002 – Kick It With Me – Awful Music - 2002 – Sampler – VP Records - 2002 – Admaria Pananima – Jammys - 2002 – Break The Rules – Tan-Yah - 2002 – Bring Yuh Body – White Label - 2002 – Definitely – Fat Eyes - 2002 – Falling Like Rain – Real Music - 2002 – I Believe – Pot Of Gold - 2002 – Love Someone – Supadoo - 2002 – Nah Go Nice – CJ Records - 2002 – Name Brand – Real Music - 2003 – No Letting Go – Atlantic Records - 2002 – Praises To The King – John John Records - 2002 – Schizophrenic Flow – Hall Productions - 2002 – Secret Love – Jah Snowcone - 2002 – Slowly But Surely – Vibes Corner - 2003 – Bounce Along – Atlantic Records - 2003 – Friend Like Me / Enemies – VP Records | - 2003 – Finest Girl – Awful Music - 2003 – Name Brand – Real Music - 2003 – Easily Changed – Reggae Vibes - 2003 – No Letting – Atlantic Records - 2003 – Apologize – Reggae Vibes - 2003 – Baby I Need You – Renaissance Records - 2003 – Close Your Eyes – White Label - 2003 – Everyday – K-Licious - 2003 – Glad You Came My Way – White Label - 2003 – In My Room – Don Corleon Records - 2003 – Rightfully Mine – Jah Snowcone - 2004 – Di Agony – K..Licious Music - 2004 – Jah Love – Free Willy - 2004 – One More Chance – Whithe Label - 2004 – Guns Blazing – 357 Records - 2004 – Can’t Sleep – Massive B - 2004 – U Got Me – Birchill Records - 2004 – Let The Drums Play – Echo - 2004 – Live To Die – Fire Links - 2004 – Love Someone – Jam 2 - 2004 – Nice – Fat Eyes - 2004 – Reasons – Don Corleon Records - 2004 – U Got Me – Birchill Records - 2004 – Singing D Blues – John John Records - 2005 – Eyes On You – Jah Snowcone - 2005 – I Am Sorry – Shocking Vibes - 2005 – I Still Believe – Don Corleon Records - 2005 – Love And Affection – Purple Skunk - 2005 – She – Baby G - 2005 – What A Shame – Flip Money - 2006 – Chatty Mouth – First Name - 2006 – Don’t Give A Damn – Pure Music - 2006 – Dysfunctional – Q 45 - 2006 – Gangsta – Dawg House - 2006 – Girl Friend – Red Dragon - 2006 – Grimey – In Time Music - 2006 – Mistake – Pure Music - 2006 – Nine – Big Ship - 2006 – No Time To Talk – Massive B - 2006 – Share My Love – Gibbo - 2006 – Snitches And Spies – Black Mangena - 2007 – Apart – Itation - 2007 – Message – Jam 2 - 2007 – Take It Easy – First Name - 2008 – Nuttn Nah Gwaan – Cell Block 321 - 2009 – It’s Life – Ward 21 - 2010 – If I Ever – Singso Records - 2010 – Your Eyes – No Doubt Records - 2010 – Never See Us Falling – DASECA Productions - 2010 – Let Me Be – Bwoyla Room - 2012 – Drop it down low (feat. Dj Mo-A-Lee and Triple D) |

### Zusammenarbeit mit anderen Künstlern
| - 1989 – Bad Boys (feat. Rappa Fretty) – Pickout - 1990 – Night And Day (feat. Brian & Tony Gold) – Two Friends Records - 1991 – Lambada (feat. Cutty Ranks) – Penthouse Records - 1992 – Cross Over The Bridge (feat. Tony Rebel) – Penthouse Records - 1992 – Bonafide Love (feat. Buju Banton) – Penthouse Records - 1993 – Commitments (feat. Buju Banton) – White Label - 1993 – Searching (feat. Buju Banton) – White Label - 1993 – Dedicated (feat. Spragga Benz) – John John Records - 1994 – Never Keeping Secrets (feat. Spragga Benz) – Rookie - 1994 – You’re Real (feat. Anthony Malvo) – Greensleeves Records - 1994 – Love In Excess (feat. Don Yute) – Mad House - 1993 – What Ya Gonna Do? (feat. Buju Banton) – Gargamel Records - 1996 – Hotty Hotty Girls (feat. Texture) – Pot Of Gold - 1997 – Bounce Along (feat. Spragga Benz) – Pot Of Gold - 1998 – Criss Pack Of Boots (feat. Bounty Killer) – Mad House - 1999 – Blazing (feat. Surprise) – K..Licious Music - 1999 – Keep Forgetting (feat. Surprise) – K..Licious Music - 1999 – Thug Love (feat. Lexxus) – VP Records - 2000 – Girl It’s Alright (feat. Show ki rhu & Demo Delgado) – Massive B - 2000 – Reunion (feat. Buju Banton) – Penthouse Records - 2000 – How We Roll (feat. Show Ki Ru) – How We Roll | - 2000 – Platinum Mall (feat. Show ki rhu) – New Life - 2000 – Curious (feat. Surprize) – Singso - 2000 – It’s Alright (feat. Entourage) – Penthouse - 2001 – The Story (feat. Surpriz) – Mo Music - 2002 – Enemies (feat. Surpriz) – Black Shadow Records - 2002 – No Letting Go (feat. LL Cool J) – 40/40 Records - 2002 – Got To Be (feat. Surpriz) – Don Corleon Records - 2003 – Anything Goes (feat. Sean Paul, Mr. Vegas, Lexxus & CNN) – Def Jam Recordings - 2003 – Krazy Feeling (feat. Elephant Man) – Don Corleon Records - 2003 – Back It Up (feat. Spragga Benz) – First Name Music - 2003 – Hooked On You (feat. Showkiru) – Real Music - 2003 – Don’t Confront Wi (feat. Vybz Kartel) – Fire Links - 2003 – Break The Rule (feat. Texture) – White Label - 2004 – Phony / Stepz (feat. Show Ki Ru) – Renaissance Records - 2004 – Hot Girl (feat. Zumjay) – VP Records - 2004 – Guns Blazing (feat. Textra) – 357 - 2005 – Caribbean Queen (feat. Assassin) – John John Records - 2005 – Nobody But You (feat. Goofy) – Young Blood - 2006 – Stop Fronting (feat. Sizzla) – John John Records - 2006 – Lose Control (feat. Delly Ranks) – H2O - 2006 – Reeat Fi Dem (feat. Texture) – Fat Eyes - 2012 – Drop it down low feat. Dj Mo-A-Lee and Triple D |

### Chartplatzierungen
Studioalben

| Jahr | Titel           | Höchstplatzierung, Gesamtwochen, AuszeichnungChartplatzierungen (Jahr, Titel, Platzierungen, Wochen, Auszeichnungen, Anmerkungen) | Höchstplatzierung, Gesamtwochen, AuszeichnungChartplatzierungen (Jahr, Titel, Platzierungen, Wochen, Auszeichnungen, Anmerkungen) | Höchstplatzierung, Gesamtwochen, AuszeichnungChartplatzierungen (Jahr, Titel, Platzierungen, Wochen, Auszeichnungen, Anmerkungen) | Höchstplatzierung, Gesamtwochen, AuszeichnungChartplatzierungen (Jahr, Titel, Platzierungen, Wochen, Auszeichnungen, Anmerkungen) | Anmerkungen                        |
| Jahr | Titel           | DE | CH | UK | US | Anmerkungen                        |
| ---- | --------------- | --- | --- | --- | --- | ---------------------------------- |
| 2003 | No Holding Back | — | — | UK40 Silber · (9 Wo.)UK | US29 (18 Wo.)US | Erstveröffentlichung: 4. März 2003 |

Singles

| Jahr | Titel Album                    | Höchstplatzierung, Gesamtwochen, AuszeichnungChartplatzierungen (Jahr, Titel, Album, Platzierungen, Wochen, Auszeichnungen, Anmerkungen) | Höchstplatzierung, Gesamtwochen, AuszeichnungChartplatzierungen (Jahr, Titel, Album, Platzierungen, Wochen, Auszeichnungen, Anmerkungen) | Höchstplatzierung, Gesamtwochen, AuszeichnungChartplatzierungen (Jahr, Titel, Album, Platzierungen, Wochen, Auszeichnungen, Anmerkungen) | Höchstplatzierung, Gesamtwochen, AuszeichnungChartplatzierungen (Jahr, Titel, Album, Platzierungen, Wochen, Auszeichnungen, Anmerkungen) | Anmerkungen                                        |
| Jahr | Titel Album                    | DE | CH | UK | US | Anmerkungen                                        |
| ---- | ------------------------------ | --- | --- | --- | --- | -------------------------------------------------- |
| 2003 | No Letting Go No Holding Back  | DE31 (9 Wo.)DE | CH24 (10 Wo.)CH | UK3 Platin · (8 Wo.)UK | US11 Gold · (31 Wo.)US | Erstveröffentlichung: Januar 2003                  |
| 2003 | Bounce Along No Holding Back   | — | CH42 (2 Wo.)CH | UK19 (9 Wo.)UK | — | Erstveröffentlichung: Oktober 2003                 |
| 2004 | Anything Goes –                | — | CH54 (5 Wo.)CH | — | — | Erstveröffentlichung: Januar 2004 mit CNN & Lexxus |
| 2004 | My Everything Classic Material | DE64 (4 Wo.)DE | — | — | — | Erstveröffentlichung: Oktober 2004 mit Raptile     |